# Малобюджетный фильм
Малобюджетный (низкобюджетный) фильм — фильм с небольшим бюджетом. Таковыми являются большинство независимых фильмов. Многие начинающие режиссёры снимают свою дебютные ленты с малым бюджетом, чтобы доказать свой талант, и получить достаточное финансирование для своих следующих картин от киностудий. Большинство малобюджетных фильмов не попадают в кинотеатры, а выпускаются сразу на видео, реже показываются на специализированных кинофестивалях.
Точной суммы, после которой фильм можно назвать малобюджетным, не существует, она широко варьируется в зависимости от киножанра и страны производства.
Некоторые жанры более благоприятны для малобюджетного кинопроизводства, чем другие, например, фильм ужасов — очень популярный жанр для малобюджетных режиссёрских дебютов. Хорошо экономит бюджет картины техника «найденная плёнка» (например, «Ведьма из Блэр» (1999), «Паранормальное явление» (2007), «Репортаж» (2007), «Монстро» (2008)), и «раздутые диалоги» (например, «Секс, ложь и видео» (1989), «Бешеные псы» (1992)).
Значительное количество малобюджетных фильмов были забыты их создателями и стали общественным достоянием. Это особенно касается малобюджетных лент, снятых в США с 1923 по 1978 год (фильмы, снятые в США в этот период, становились общественным достоянием, если их авторские права не были продлены через 28 лет после премьеры): к этой категории относится большое количество картин Эдварда Вуда и Роджера Кормана.
Некоторые малобюджетные фильмы проваливались в прокате и быстро забывались, но десятилетия спустя обретали популярность, приобретали статус культового после многолетнего нахождения в «списке худших фильмов»; самые известные такие ленты — «План 9 из открытого космоса» (1957, бюджет 60 000 долларов) и «Манос: Руки судьбы» (1966, бюджет 19 000 долларов). Отдельные малобюджетные картины имели скромный успех, а годы спустя признавались «классикой», например, «Последний человек на Земле» (1964, первая экранизация романа «Я — легенда»).
Кинозвёзды крайне редко снимаются в малобюджетных лентах, хотя существуют и исключения.

## Малобюджетные фильмы
Самыми коммерчески успешными считаются гонконгские фильмы о боевых искусствах 1970-х годов с Брюсом Ли в главных ролях. Яркие примеры: «Путь дракона» (1972) с бюджетом 130 000 долларов собрал в мире 85 миллионов долларов (окупаемость составила 65 000 %); «Выход дракона» (1973) с бюджетом 850 000 долларов собрал в мире 265 миллионов долларов (окупаемость составила 31 000 %). Другой пример успешного малобюджетного азиатского кинематографа тех времён — болливудский «Месть и закон» (1975), который при бюджете 20 миллионов рупий (400 000 долларов) собрал в мире 3 миллиарда рупий (67 миллионов долларов).
В 1999 году на экраны вышла лента «Ведьма из Блэр: Курсовая с того света». При бюджете 60 000 долларов она собрала в мире 248 миллионов долларов, по фильму были написаны несколько книг, вышло три компьютерные игры, в 2000 году вышла вторая часть — «Ведьма из Блэр 2: Книга теней» (бюджет 15 миллионов долларов, сборы 47,7 миллионов долларов). Также примечательна картина 2007 года «Паранормальное явление», которая при бюджете 15 000 долларов собрала в мире 190 миллионов долларов. Яркий пример успешного малобюджетного фильма — «Глубокая глотка» 1972 года, который имел бюджет 22 500 долларов, собрал только в США 30—50 миллионов долларов, а в мире — около 600 миллионов долларов, хотя последняя цифра часто подвергается сомнению. Ещё один фильм, который не только принёс значительную прибыль, но и оказал огромное культурное влияние — австралийский «Безумный Макс» 1979 года: бюджет был 200 000 американских долларов, а собрал он в мире около 100 миллионов долларов, кроме того, были сняты четыре его продолжения (премьера фильма «Фуриоса: Хроники Безумного Макса» запланирована на май 2024 года), на протяжении двадцати лет «Безумный Макс» был отмечен Книгой рекордов Гиннесса как «самый прибыльный фильм», пока не вышла «Ведьма из Блэр». Лента «Голова-ластик» (1977) снималась шесть лет: столь солидное время было вызвано тем, что режиссёр Дэвид Линч мог объявлять съёмочные дни, лишь когда у него появлялись хоть какие-то деньги; бюджет фильма составил менее 100 000 долларов, сборы — 7 миллионов долларов.
У крупнейших киностудий существуют специальные подразделения, занимающиеся малобюджетными лентами, это, например, Searchlight Pictures, Miramax Films, New Line Cinema.
Другие успешные фильмы
В хронологическом порядке
- «Кровавый пир» (1963) — бюджет 24 500 долларов, сборы — 4 миллиона долларов
- «Ночь живых мертвецов» (1968) — бюджет 125 000 долларов, сборы — 30 миллионов долларов
- «Гупи поёт, Багха танцует» (1968) — бюджет 80 000 долларов, фильм продержался в прокате 103 недели[15]
- «Рокки» (1976) — бюджет 1 миллион долларов, сборы — 225 миллионов долларов, лента сделала Сильвестра Сталлоне звездой[16].
- «Шахматисты» (1977) — бюджет 40 000 долларов
- «Хэллоуин» (1978) — бюджет 325 000 долларов, сборы — 70 миллионов долларов[17]
- «Халявщик» (1991) — бюджет 23 000 долларов, сборы — 1,2 миллионов долларов, в 2012 году фильм включён в Национальный реестр фильмов[18].
- «Клерки» (1994) — бюджет 27 575 долларов, сборы — 3,2 миллионов долларов, начало карьеры режиссёра Кевина Смита[19]
- «Наполеон Динамит» (2004) — бюджет 400 000 долларов, сборы — 46,1 миллионов долларов[20]
- «Монстры» (2010) — бюджет 500 000 долларов, сборы — 4,24 миллиона долларов. Бо́льшая часть фильма (монтаж и спецэффекты) была создана с помощью двух ноутбуков, подаренных Гарету Эдвардсу Intel[21].
- «Тайная суперзвезда[англ.]» (2017) — бюджет 2 миллиона долларов, сборы — 154 миллиона долларов, окупаемость — 6000 %[22]
- «Зомби одним планом!» (2017) — бюджет 25 000 долларов, сборы — 29 миллионов долларов[23]

## Микробюджетные фильмы
«Микробюджетным» называется фильм, на создание которого было затрачено лишь несколько тысяч долларов или меньше. Например, в картине «Музыкант» (1992) все сцены были сняты с первого дубля, так как на вторые не хватало средств: бюджет ленты был 7225 долларов. Несмотря на это, фильм имел успех как у критиков, так и в коммерческом плане и положил начало карьере молодого режиссёра Роберта Родригеса. Одним из самых успешных микробюджетных фильмов стала бенгальская серия из трёх лент под общим названием «Трилогия Апу» (1955—1959). Бюджет первой картины серии, «Песнь дороги», составил менее 31,5 тысячи долларов, сборы — 21 миллион долларов, спустя десятилетия все эти три фильма находятся в «списке лучших фильмов».
Другие успешные фильмы
В хронологическом порядке
- «Брат» (1997) — бюджет 10 000 долларов, сборы — почти 75 миллионов рублей (повторный прокат 2022 года)[27]
- «Преследование» (1998) — бюджет 6 000 долларов, сборы — 48 482 доллара
- «Проклятие» (2003) — бюджет 218 долларов и 32 цента, сборы — 1,2 миллиона долларов (документальный фильм); бо́льшая часть фильма была сделана с помощью программы iMovie[28][29]
- «Детонатор» (2004) — бюджет 7000 долларов, сборы — 841 926 долларов
- «Моё свидание с Дрю» (2004) — бюджет 1100 долларов, сборы — 262 770 долларов
- «Почему мне никто не сказал, что в Афганистане будет так плохо[англ.]» (2007) — бюджет 200 долларов; фильм длиной 70 минут полностью снят на мобильный телефон; премьера состоялась на кинофестивале «Трайбека»
- «Батарейка» (2012) — бюджет 6000 долларов[30], снят на цифровой фотоаппарат.